# سونات شماره ۱ پیانو (بتهوون)
سونات پیانو شماره ۱ در فا مینور، اپوس ۲، اثر لودویگ فان بتهوون در سال ۱۷۹۵ نوشته و به جوزف هایدن تقدیم شده‌است. این اثر همزمان با دومین و سومین سونات پیانوی او در سال ۱۷۹۶ منتشر شد.
... هیوبرت پری به‌درستی قسمت آغازین این سونات را با قسمت پایانی سمفونی شماره ۴۰ موتسارت مقایسه کرده تا نشان دهد چه مقدار این اثر از بتهوون به آن نزدیک‌تر است. موومان آهسته … به‌خوبی مواردِ معدودی را نشان می‌دهد که بتهوون بر خلافِ لحن و غنای اندیشهٔ خود، از موتسارت تقلید می‌کند. هرچند در پایانِ بخش میانی، ساختار نامنظمِ و تا حدی پراکندهٔ موتسارت را وارد تضاد مستقیم با تم‌هایی می‌کند که بتهوونی‌بودن آن، در احساسِ غم‌انگیز بودنش هست...— دونالد تووی (موسیقی‌شناس بریتانیایی)

## ساختار
سونات در چهار موومان ساخته شده‌است:
1. آلگرتو (فا مینور)
2. آداجیو (فا ماژور)
3. منوئه – آلگرتو (فا مینور – تریو در فا ماژور)
4. پرستیسیمو (فا مینور)

### موومان اول
موومان اول همان‌طور که در زمانِ بتهوون رایج بود، در فرم سونات سنتی، تنالیتهٔ فا مینور و با یک تنش هیجان‌انگیز که در سراسر قطعه وجود دارد، در مدتی معمولی به پایان می‌رسد. این قطعه با یک فیگور آرپژی و صعودی (به‌اصطلاح صعود مانهایمی) شروع می‌شود. تم اول شبیه ابتدای موومان چهارم از سمفونی شماره ۴۰ موتسارت است که با نت‌های دولاچنگ و تریوله به اوج می‌رسد. شکلِ این تم توسط آرنولد شونبرگ به‌عنوان نمونه‌ای از یک جملهٔ موسیقی با «تکرار بالارونده» نام برده شده‌است.

#### گشایش
تم اول تا رسیدن به حال و هوای یک نیمه کادانس در میزان هشتم، به‌طور فزاینده‌ای کوتاه می‌شود. پس از یک فرماتای کوتاه، موتیف صعودی و آرپژی در نمایان (دو مینور) معرفی و با دست چپ نواخته می‌شود. این حرکت به صورت یکپارچه با دنباله‌ای از تقلید و سکانس (میزان‌های ۱۴–۹) ادامه می‌یابد که به‌طور مؤثری آماده‌سازی برای انتقال از گام اولیه به گام ثانویه عمل می‌کند. در ادامه، سه بار پیشروی صعودی در باس و دست چپ با آکوردهای نیمه بسته در لا بمل ماژور (میزان‌های ۲۰–۱۵)، در برابر یک فاصلهٔ سوم نزولی که همزمان در دست راست اجرا می‌شود، بدون تردید ورود به گام ثانویه (لا بمل ماژور) را آغاز می‌کند. (استفاده از ماژور نسبی به‌عنوان گام ثانویه، مرسوم‌ترین روش برای اجرای سونات در گام مینور است).
در ادامه، یک تم ملودیک جدید بر اساس یک آرپژ نزولی بر روی نت پدال نمایان، بی‌وقفه در قالب اکتاوهای شکسته ارائه می‌شود (میزان‌های ۲۵–۲۰). تم جدید در این مرحله به وضوح، آن را به تمِ آغازین سونات ارجاع می‌دهد، هر دو آرپژهایی با نت چنگ هستند، در حالی که با معکوس‌کردن خطوط آن (نزولی در مقابل صعودی)، جمله‌بندی (لگاتو در مقابل استاکاتو) و هارمونی (طراحی یک نهم نمایان) قرار دارد که با آکورد تونیک در بخش آغازین در تضاد است. این کیفیت دوگانه (وحدت و تضاد) که با استفاده از مواد مشابه به روش‌های متضاد (به ترتیب برای بیان گام‌های اولیه و ثانویه) به‌دست آمد، ایده و ابزار بسیار مؤثری برای بتهوون بود که او دوباره از آن برای سونات پیانوی بسیار معروف‌تر خود (شماره ۲۳) استفاده کند.
سوژهٔ دوم در مجموع و همان‌طور که از یک سونات معمولی انتظار می‌رود، در لا بمل ماژور می‌ماند گرچه به گام موازی خود (لا بمل مینور) نیز اشاره دارد. پس از آن با سکانس‌های تکراری (میزان‌های ۳۱–۲۶)، با موتیف «سه‌نتی» که آرپژ نزولی را دنبال می‌کند، این‌طور به‌نظر می‌رسد که موسیقی به صورت واقعی و با صدای بلند در حال پیشرفت به سوی یک کادانس (درجات: III6→IV6→V6‌4→V7) است که دو بار نواخته می‌شود (میزان‌های ۴۰–۳۳) و با قدرت در آکورد لا بمل ماژور حل می‌شود. کودای کوچک که نیمهٔ دوم سوژهٔ آغازین (میزان ۲) را بازتاب می‌دهد، دوباره با سایه‌هایی از لا بمل مینور و در نهایت با یک کادانس کامل پایان گرفته و گشایش، تکرار می‌شود.

#### بسط و گسترش
بخش بسط و گسترش با تم اول در گام ثانویه شروع می‌شود (میزان‌های ۵۴–۴۹) اما در ادامه بیشتر به تم دوم و با همراهی نت‌های چنگ اختصاص دارد (میزان‌های ۷۳–۵۵)، ابتدا به شکل اصلی آن و سپس به تبادل نقش‌ها پرداخته می‌شود. این تبادل‌ها به وسیلهٔ دست‌های چپ و راست و با استفاده از گام‌های نسبتاً نزدیک، به سی بمل مینور، دو مینور و سی بمل مینور می‌رود و مجدداً به لا بمل ماژور بر می‌گردد. پس از آن یک سکانس از دو نتِ آخرِ تم اول ایجاد می‌شود (میزان‌های ۸۰–۷۳) که با توالی نزولی در دایرهٔ پنجم‌ها، منتهی به یک نت پدال نمایانِ کوتاه در دو ماژور می‌شود (میزان‌های ۹۴–۸۱) که این امر آماده‌سازی بخش، برای بازگشت به گام اصلی است. در ادامه (میزان‌های ۱۰۰–۹۵)، یک پاساژ آرام با نت‌های زینت تعلیقی و با استفاده از مواد انتقالی در گشایش، اجرا می‌شود که به‌عنوان وسیله‌ای برای بازگشت به گشایش، به خوبی عمل می‌کند.

#### بازگشایش
بازگشایش (میزان‌های ۱۴۵–۱۰۱) به جای آنکه با نوانس آرام شروع شود (یک شیوهٔ رایج در سونات‌های اولیهٔ بتهوون)، با صدای بلند آغاز می‌شود، در اینجا آکوردهای دست چپ برخلاف گشایش که سنکپ‌دار بود، این بار در ضرب قوی اجرا می‌گردد. بیشتر موضوعات بخش گشایش به همان ترتیب و با تغییرات جزیی در نوانس و صداها، تکرار می‌شود. مهم‌تر از همه، تمام مطالبی که قبلاً در گام ثانویه بیان شده بود، اکنون در گام اولیه دوباره بیان می‌شوند، به طوری که این بار کادانس نهایی در گام اصلی شنیده می‌شود و وضوح رضایت‌بخشی به دوگانگی گام در گشایش می‌دهد؛ برای این منظور، انتقال از گام اصلی به گام ثانویه بازنویسی می‌شود و از گام زیرنمایان عبور کرده و به گام اولیه بازمی‌گردد که یک رویه مرسوم برای بازگشایش در سونات کلاسیک است. در بخش پایانیِ بازگشایش، بتهوون به جای اینکه به صورت دقیق کادانس اصلی و محل واقعی گشایش را ارایه دهد، شفافیت بازگشت به گشایش را با اضافه‌کردنِ ۶ میزان به تاخیر انداخته و طی آن با دو حرکت «جعلی» و ساختگی (در زیرنمایان و گام نسبی)، انتظار برای شنیدن آهنگ اصلی را افزایش می‌دهد. موومان با یک کادانس کامل در فورتیسیمو به پایان می‌رسد.

### موومان دوم
موومان دوم در فا ماژور با تمی تغزلی با آرایه‌های فراوان در میزان 3
4 آغاز می‌شود. به دنبال آن یک پاساژ انتقالی و هیجانی در دو مینور، همراه با یک فاصلهٔ سوم موازیِ آرام، سپس با یک پاساژ دیگر از نت‌های تکه‌تکه و لرزشی، قطعه در دو ماژور ادامه می‌یابد که این امر منجر به آراستگی بیشتری می‌شود و واریاسیونی از فا ماژور، در دو ماژور دنبال می‌شود. این موومان (به همراه دو تم از سونات‌های پیانو شماره ۲ و ۳) قدیمی‌ترین تصنیف بتهوون است که هم‌اکنون انتشار آن در اختیار عموم قرار دارد و از موومان آهستۀ «کوارتت پیانو شماره ۳»، اقتباس شده‌است.

### موومان سوم
موومان سوم در فا مینور، ابتدا در فرم منوئه که قالبی متعارف دارد شروع می‌شود و دو بار تکرار می‌گردد. سپس با تریو در فا ماژور و دو بخش تکراری ادامه می‌یابد و مجدداً به منوئه بر می‌گردد. بخش منوئه با سنکپ، مکث‌های دراماتیک و مانند همهٔ منوئه‌هایی که در گام مینور ساخته می‌شوند، تا حدودی دارای لحنی مالیخولیایی است که تونالیتهٔ اصلی و فرعی را در بر می‌گیرد. بخش تریو نیز حاوی فرازهای شاعرانه‌ای است که در پسِ یک موسیقی چندصدایی تقلیدی، بین دست راست و چپ در جریان است و سپس تم‌های اصلی پس از تریو اجرا می‌شوند.

### موومان چهارم
موومان چهارم مانند موومان‌های اول و سوم در فا مینور و سرعت پرستیسیمو است. این فرم از موومان، یک «سونات-آلگرو» «اصلاح‌شده‌» است که در آن بخش بسط و گسترش با یک بخش میانیِ متضاد جایگزین شده‌است. موومان با حرکت آرپژ، متشکل از نت‌های چنگ و تریوله با دست چپ، همچنین اجرای یک موتیفِ «سه‌آکورد» به صورت سیاه و استاکاتو، پس از دو ضرب سکوت، با دست راست آغاز می‌شود:

#### گشایش
فیگوراسیون نت‌های چنگ و تریوله در بیشتر قسمت‌های اکسپوزیسیون در کنار موتیف اصلی پراکنده‌است و حکایت از تعقیب دیوانه‌وار و پرانرژیِ چیزی گریزان دارد. در ادامه با یک انتقال در گام نمایان (دو مینور)، با تمی تغزلی‌تر اما همچنان شورانگیز، این بخش تعدیل گشته و دوبار تکرار می‌شود. نکتۀ قابل‌توجه در این بخش این است که بتهوون به جای گام نسبی ماژور، گام نمایان فرعی (دو مینور) را انتخاب کرده‌است. این بخش با تأکید در دو مینور و تکرار موتیف «سه‌آکورد»، به پایان می‌رسد.

#### بسط و گسترش
در بخش بسط و گسترش، به جای گسترش تم اصلی در گشایش (همان‌طور که از یک موومان متعارفِ «سونات-آلگرو» انتظار می‌رود)، با یک تم جدید و آرام در «گام نسبی» (لا بمل ماژور) و بدون استفاده از نمایان فرعی (دو مینور) که در بخش گشایش وجود داشت، شروع می‌شود. تم اصلی با نت‌های چنگ در لا بمل ماژور بیان می‌شود و مهلتی است که از چنگ‌های تریوله که بیشترین بخش گشایش را فرا گرفته بود، رها شود. تم اصلی پاسخی به حرکت صعودی (صعود مانهایمی) در موومان اول (هر دو صعودی، یکی تغزلی و در ماژور و دیگری ضربی و در مینور) است. این ساختار از ترکیبی دوتایی تشکیل شده‌است که در آن هر کدام از فرازها دو بار تکرار می‌شوند. در ادامه، این بخش با یک انتقال مجدد بر اساس طرح‌های متناوبِ تم اصلی و میانی، دنبال می‌شود.

#### بازگشایش
در بازگشایش، تقریباً تمامی بخش گشایش تکرار می‌شود (به جز تغییرات جزیی که در نوانس و صدادهی وجود دارد) اما به‌طور قابل‌توجهی همهٔ مطالب (همان‌طور که معمول است) در فا مینور، مجدداً بیان می‌شود. فرم سونات در این موومان با حرکت نزولیِ نت‌های چنگِ تریوله، خاتمه می‌یابد. این حرکت نزولی شاید پاسخی متقارن به یک پایان باشد که در آن سونات با آرپژهای بالارونده آغاز شده بود.

## یادداشت
1. ↑  Donald Tovey
2. ↑  Sentence